# Krasnoarmeiski (Mirskoi)
|  | Per a altres significats, vegeu «Krasnoarmeiski». |

Krasnoarmeiski - Красноармейский (rus) és un possiólok del krai de Krasnodar, a Rússia. El 2010 tenia 108 habitants. Es troba a les terres baixes de Kuban-Azov. És a 16 km a l'oest de Kropotkin i a 140 km al nord-est de Krasnodar. Pertany al possiólok de Mirskoi.